# Molly Picon
Molly Picon, nata Margaret Pyekoon (New York, 28 febbraio 1898 – Lancaster, 5 aprile 1992), è stata un'attrice statunitense.
Molly Picon (in yiddish מאָלי פּיקאָן) fu la prima e più famosa star del teatro e del cinema yiddish. Poi, nel corso degli anni, passò a recitare anche in inglese. La sua carriera copre otto decenni: iniziò a recitare nel 1904 e si ritirò dalle scene nel 1984. È sepolta nel Cimitero ebraico di Mount Hebron.

## Filmografia
- Das Judenmädel, regia di Otto Kreisler (1921)
- Hütet eure Töchter, regia di Sidney M. Goldin (1922)
- Ost und West, regia di Ivan Abramson e Sidney M. Goldin (1923)
- A Little Girl with Big Ideas, regia di Joseph Henabery (1934)
- Yidl mitn fidl, regia di Joseph Green e Jan Nowina-Przybylski (1936)
- Let's Make a Night of It, regia di Graham Cutts (1938)
- Mamele, regia di Joseph Green e Konrad Tom (1938)
- La città nuda (The Naked City), regia di Jules Dassin (1948)
- Alle donne ci penso io (Come Blow Your Horn), regia di Bud Yorkin (1963)
- Il violinista sul tetto (Fiddler on the Roof), regia di Norman Jewison (1971)
- Ma chi te l'ha fatto fare? (For Pete's Sake), regia di Peter Yates (1974)
- La corsa più pazza d'America (The Cannonball Run), regia di Hal Needham (1981)
- La corsa più pazza d'America n. 2 (Cannonball Run II), regia di Hal Needham (1984)